# Ulica Okrąg w Warszawie
Ulica Okrąg – ulica w dzielnicy Śródmieście w Warszawie.

## Historia
Ulica jest fragmentem dawnej drogi schodzącej ze skarpy warszawskiej w kierunku Solca. Przy ulicy przepływała rzeka Żurawka.
W 1770 ulica została uregulowana, jednak jej wcześniejszy, łukowaty kształt trwale zapisał się w nazwie. Nadano ją w 1771.
Do połowy XIX przy ulicy dominowała luźna rezydencjonalna zabudowa drewniana, później zaczęły tam powstawać budynki murowane związane z powstającymi w okolicy zakładami przemysłowymi (m.in. Fabryką Płodów Chemicznych Ludwika Hirschmanna i Jana Kijewskiego). Jeszcze w końcu XIX wieku ulica nie była wybrukowana.
Po I wojnie światowej charakter tej części miasta zaczął się zmieniać z zaniedbanej dzielnicy fabrycznej w średniozamożną dzielnicę mieszkaniową. W latach 1923–1924 na rogu ulic Okrąg i Ludnej wzniesiono dom mieszkalny Pocztowej Kasy Oszczędności (pod adresem Ludna 9), a u zbiegu z Czerniakowską pięciokondygnacyjny dom Spółdzielni Mieszkaniowej Pracowników Banku Handlowego (późniejsza spółdzielnia „Powiśle”) i dom spółdzielni „Argus”.
W 1944, w czasie powstania warszawskiego, ulicę na wysokości domów 2 i 3 przegrodzono barykadą. Od 8 sierpnia w domu nr 2 mieścił się sztab zgrupowania „Kryski“, a od 5 września zgrupowania „Radosław”. Zabudowa ulicy została częściowo zniszczona w czasie ciężkich walk toczących się w tym rejonie miasta. W dobrym stanie przetrwały domy nr 3c, 3d i 12; ocalał przepołowiony bombą budynek PKO, odbudowano także uszkodzony budynek nr 3b.